# Ackergill Tower

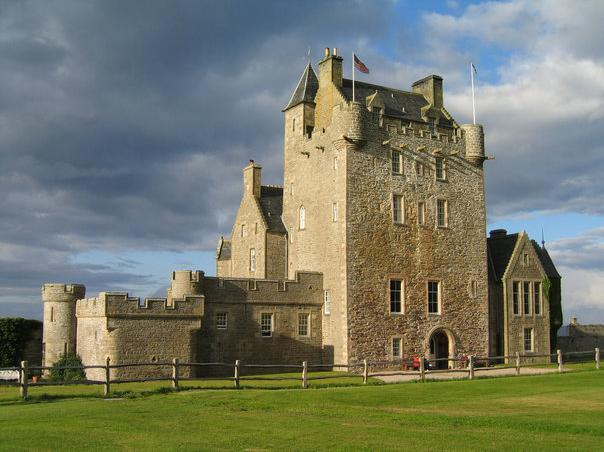
Ackergill Tower

Ackergill Tower (oder Ackergill Castle) ist ein Wohnturm nördlich von Wick in der schottischen Council Area Highland. Historisch lag er in der traditionellen Grafschaft Caithness. Das Anfang des 16. Jahrhunderts errichtete Gebäude hat die Organisation Historic Scotland als historisches Bauwerk der Kategorie A gelistet. Heute wird der Ackergill Tower von AmaZing Venues als Räumlichkeit für Hochzeiten und andere Veranstaltungen angeboten.

## Geschichte

### Frühe Geschichte
Der Clan Keith unter John Keith aus Inverugie erbte die Ländereien von Ackergill 1354 von der Familie Cheynes. Den Ackergill Tower könnte schon sein Sohn haben bauen lassen, aber er wurde erst 1538 urkundlich erwähnt.
Man erzählt sich die Geschichte von einer jungen Frau mit Namen Helen Gunn, die John Keith wegen ihrer Schönheit entführte. Sie stürzte sich selbst – oder fiel – vom höchsten Turm, um den Avancen ihres Entführers zu entkommen. Ihren Geist soll man heute noch gelegentlich sehen können. Dies soll sich Ende des 14. oder Anfang des 15. Jahrhunderts zugetragen haben und auch der wahre Grund für die Streitigkeiten zwischen dem Clan Gunn und dem Clan Keith gewesen sein. Diese führten entweder 1464 oder 1478 zur Schlacht der Champions, ein Gerichtsstreit, der zum Massaker der Keiths an den Gunns an der Kapelle von St Tear (oder St Tayre), direkt östlich des Dorfes, führte.

### Die Keiths und die Sinclairs
1547 griff der Clan Sinclair aus Girnigoe den Wohnturm an und nahm ihn ein. Marie de Guise, damals Regentin von Schottland, gewährte den Sinclairs Vergebung hierfür und gab Ackergill Tower den Keiths zurück. 1549 installierte sie Laurence Oliphant, 4. Lord Oliphant als Halter des Wohnturms. Die Sinclairs griffen das Gebäude 1556 erneut an und ihnen wurde hierfür nochmals Vergebung gewährt.
1593 nahm Robert Keith, Bruder von William Keith, 6. Earl Marischal, dem der Wohnturm von Rechts wegen gehörte, Ackergill Tower mit Gewalt, wofür der zum Rebellen erklärt und der Turm dem Earl zurückgegeben wurde. 1598 griff ein weiterer Keith, ein gewisser John Keith aus Subster, den Wohnturm mitten in der Nacht an, überraschte die Bewohner und nahm das Gebäude ein.
1612 erwarben die Sinclairs Ackergill Tower erneut, aber diesmal mit legalen Mitteln: Earl Marischal verkaufte ihn an den Earl of Caithness. 1623 aber war er erneut einen Angriff ausgesetzt, als ihn Sir Robert Gordon während seiner Fehde mit George Sinclair, 5. Earl of Caithness, belagerte. Die Sinclairs ergaben sich, bevor ein Angriff stattfand.
1651 nutzte vermutlich Oliver Cromwell Ackergill Tower, indem er ihn während der Belagerung von Dunnottar Castle, einer Burg der Keiths, mit einer Garnison seiner Truppen belegte, als er die schottischen Kronjuwelen suchte. 1676 nahm John Campbell, 2. Earl of Breadalbane und Holland, Ackergill Tower anstelle der Rückzahlung von Schulden, die die Sinclairs bei ihm hatten, in seinen Besitz.

### Spätere Geschichte
John Campbell bot Ackergill Tower 1699 zum Verkauf an und Sir William Dunbar of Hempriggs kaufte ihn. Die Dunbars ließen umfangreiche Renovierungsarbeiten durchführen und eine Erweiterung anbauen. Anfang des 18. und Mitte des 19. Jahrhunderts wurden weitere Erweiterungen angebracht, zum Beispiel ein vom Architekten David Bryce geplantes Cap House für George Sutherland Dunbar, 7. Lord Duffus. Der Wohnturm blieb bis 1986 in den Händen der Dunbars of Hempriggs und wurde dann verkauft. Er wurde zwei Jahre lang restauriert und dann als exklusives Hotel und Ort für geschäftliche Veranstaltungen eröffnet. 2009 wurde der Wohnturm erneut verkauft und die neuen Besitzer, AmaZing Venues, Teil der Clarenco LLP, erreichten 2012 die Einstufung als Fünf-Sterne-Hotel, nachdem sie £ 2 Mio. in die Verbesserung der Einrichtungen gesteckt hatten.

## Beschreibung
Ackergill Tower ist ein fünfstöckiger Wohnturm mit rechteckigem Grundriss. Der vierstöckige Anbau im hinteren Teil wurde Anfang des 18. Jahrhunderts errichtet.